# Fabrizio Vannucci
Fabrizio Vannucci, né le 10 août 1960 à Grosseto (Toscane), est un coureur cycliste italien, professionnel de 1985 à 1989. 

## Palmarès
- 1981
  - Circuito di Tuoro
- 1983
  - Gran Premio Comune di Cerreto Guidi
  - 9e étape du Tour d'Italie amateurs
  - 5e étape du Tour de la Vallée d'Aoste
  - 3e du Tour de la Vallée d'Aoste
- 1984
  - 1re étape du Tour d'Italie amateurs
  - Bassano-Monte Grappa
  - 1re étape du Tour de la Vallée d'Aoste
  - Circuit de Cesa
  - Gran Premio Vivaisti Cenaiesi
- 1985
  - 3e du Tour de Romagne
- 1986
  - 2e du Grand Prix de Camaiore

## Résultats sur les grands tours

### Tour d'Italie
5 participations
- 1985 : 37e
- 1986 : 36e
- 1987 : 64e
- 1988 : 95e
- 1989 : abandon (14e étape)